# Автанділ Варазі
Автанділ (Авто) Варазі (груз. ავთო ვარაზი; 25 жовтня 1926, Тифліс — 3 березня 1977, Тбілісі) — грузинський радянський художник, піонер поп-арту в Грузії.

## Біографія
Автанділ Варазі народився в 1926 року в Тифлісі. Батько, Василь Варазі, був видатним ученим, фахівцем в області фізіології і біохімії. Авто ріс в обстановці, коли в їх гостинний будинок, як близькі друзі і знайомі приходили Михайло Джавахішвілі, Захарій Паліашвілі, Дмитро Аракішвілі, Костянтин Гамсахурдіа.
Першим учителем малювання Автанділа був тбіліський художник Леонід Потапов. Він відправив малюнки хлопчика на всесоюзний конкурс до Москви, де Варазі присудили спеціальний приз за кращу ілюстрацію до лермонтовского «Мцирі».
Художник жодного разу не писав на замовлення. Всі люди, зображені на його численних портретах, — родичі, друзі або близькі знайомі. Одна з найвідоміших його робіт — «Портрет букініста», шедевр психологічного портрета.
Найвідоміший твір Варазі — «Голова бика» — виконано з звичайних чоловічих брюк. Зараз ці штани, просочені для твердості клеєм, укріплені на гіпсовій дошці і підфарбовані, знаходяться в експозиції Музею сучасного мистецтва в Нью-Йорку.
Зіграв роль художника Ніко Піросмані в фільмі Георгія Шенгелая «Піросмані».